# 4268 Grebenikov
4268 Grebenikov este un asteroid descoperit pe 5 octombrie 1972 de Tamara Smirnova.

## Denumirea asteroidului
Asteroidul poartă numele astronomului român din Republica Moldova Eugeniu Grebenikov, care se ocupă cu studiul mecanicii cerești.